# Killer Kelly
Raquel Lourenço-Winkler (ur. 21 marca 1992 w Lizbonie) – portugalska wrestlerka, występująca pod pseudonimem ringowym Killer Kelly. W 2020 r. podpisała kontrakt zawodniczy z amerykańską federacją Impact Wrestling. W 2023 r. zdobyła tam tytuł Impact Knockouts World Tag Team z Mashą Slamovich. 
Lourenço rozpoczęła karierę wrestlerki w 2016 r. Występowała w licznych federacjach europejskich, między innymi Westside Xtreme Wrestling i Pro-Wrestling: EVE. W latach 2018–2020 występowała w World Wrestling Entertainment (WWE) w brandzie NXT UK.
Lourenço jest w związku z wrestlerem Alexandrem Jamesem Winklerem.

## Mistrzostwa i osiągnięcia
- Impact Wrestling
  - Impact Knockouts World Tag Team Championship (1 raz) – z Masha Slamovich
- Pro Wrestling Illustrated
  - PWI umieściło ją na 89. miejscu rankingu wrestlerek PWI Top 100 w 2020[6]
  - PWI umieściło ją na 453. miejscu rankingu wrestlerów PWI Top 500 w 2021[6]
- Westside Xtreme Wrestling
  - wXw Women’s Championship (1 raz)[7]
  - wXw Women’s Championship Tournament (2017)[8]